# لیام مولر
لیام مولر (انگلیسی: Liam Millar؛ زادهٔ ۲۷ سپتامبر ۱۹۹۹) بازیکن فوتبال اهل کانادا است.
از باشگاه‌هایی که در آن بازی کرده‌است می‌توان به تیم ملی فوتبال کانادا و باشگاه فوتبال فولام اشاره کرد.
وی همچنین در تیم‌های ملی فوتبال زیر ۲۰ و ۲۳ کانادا بازی کرده‌است.